# Nomura Securities

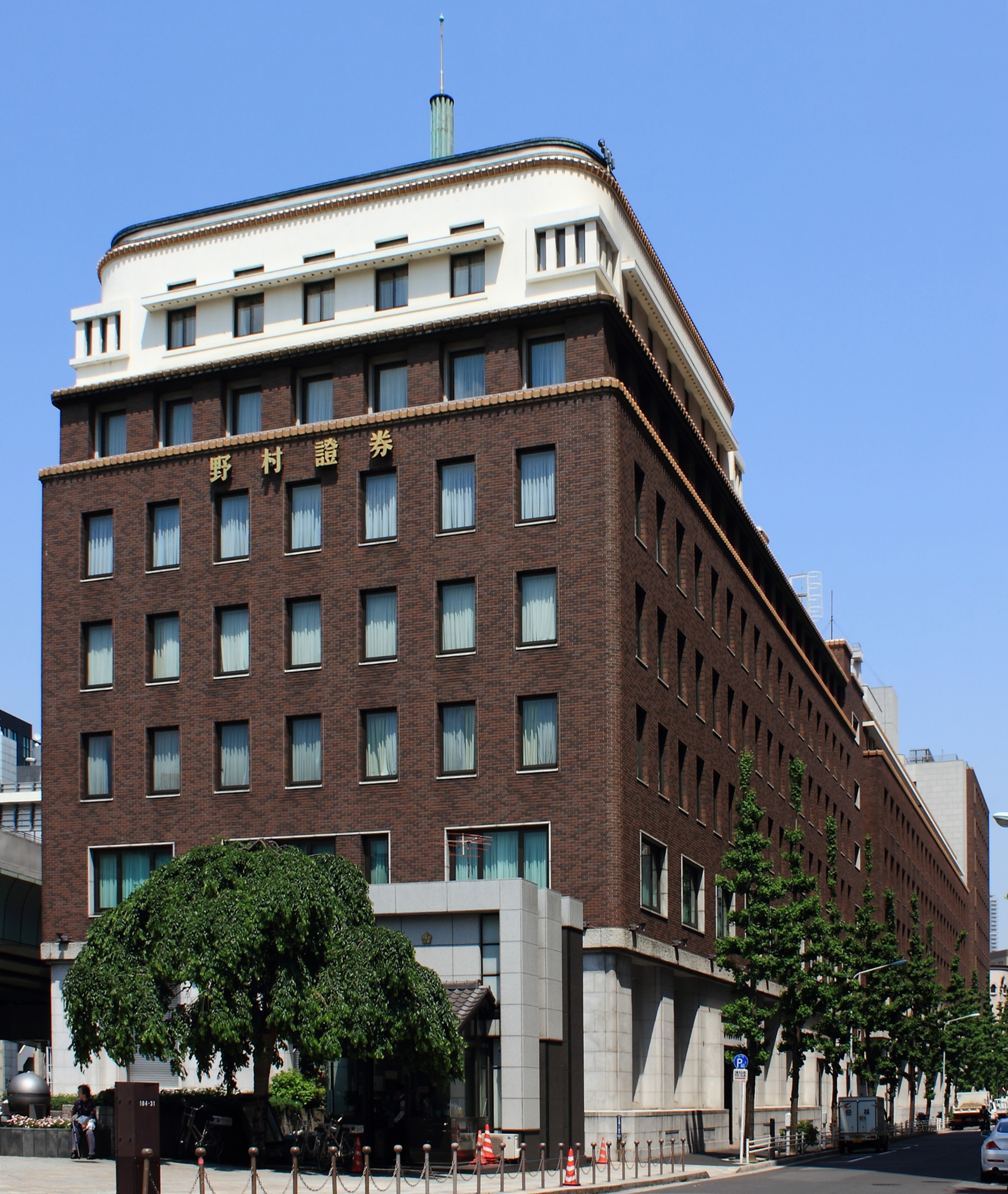
Sede central de Nomura Securities Co. en Tokio.

Nomura Securities Co., Ltd. (野村證券株式会社 Nomura Shōken Kabushiki-gaisha?, NSC) es una empresa filial de Nomura Holdings, Inc. (NHI), que a su vez forma parte del Grupo Nomura. Nomura es un banco de inversión y de servicios financieros globales. Con sede principal en Tokio y subsedes en Hong Kong, Londres y Nueva York, Nomura emplea a cerca de 26.000 personas en todo el mundo. Opera a través de cinco divisiones de negocio: comercio minorista (Japón), mercado global, banca de inversión, banca comercial y gestión de activos. Creada en 1925 en Osaka, es la firma más antigua de corretaje en Japón. Lleva el nombre de su fundador, Tokushichi Nomura II, un rico japonés. Con el nombre de Nomura Securities opera en la región de Asia. En Estados Unidos, sin embargo, es conocida como Nomura Securities International; y en la región EMEA es Nomura International plc.

## Historia
Nomura Securities fue fundado por Tokushichi Nomura II, hijo del fundador de Nomura, justo antes de la Restauración Meiji. Con el tiempo, los negocios cambiaron e incluyeron la fundación de bolsas de valores en Tokio y Osaka. El país nipón se industrializaba. La clave de estos cambios fue la decisión del gobierno japonés de emitir bonos públicos en moneda extranjera para financiar la Guerra ruso-japonesa. Nomura empleó personal cualificado para poder asumir un negocio internacional.
En 1906, Nomura creó un departamento de investigación interno encabezado por un antiguo periodista del Osaka Kisaku Hashimoto. Este fue el responsable de la publicación de Osaka Nomura Business News,  un diario con noticias comerciales, análisis de valores y tendencias económicas. La investigación combinada con una importante campaña publicitaria en los periódicos ayudó a elevar el perfil de Nomura. En 1917, Nomura salió a bolsa y poco después se creó el Osaka Nomura Bank (actual Resona Bank), dentro de este negocio había una sección de valores para manejar las ventas de bonos y la suscripción.
El 25 de diciembre de 1925 se fundó Nomura Securities Co. Ltd. (NSC) en Osaka, como una escisión del Departamento de Valores de Osaka Nomura Bank Co. (más tarde conocido como Daiwa Bank y ahora Resona Bank). NSC se centró inicialmente en el mercado de bonos. Fue nombrado presidente Tokushichi Nomura II, hijo del fundador y rico magnate de la bolsa japonesa. Anteriormente había creado el banco Osaka Nomura en 1918, sobre el modelo de Mitsui zaibatsu, con un capital de ¥ 10 millones de yenes. Con el tiempo, trasladó su sede a Tokio.
En 1927, Nomura abrió una oficina en Nueva York. NSC había obtenido licencia para la compraventa de acciones en 1938, aunque no se hizo público hasta 1961. En 1981, la compañía se convirtió en miembro de la bolsa de Nueva York, cinco años después de serlo de la de Londres.
En 2001, Nomura adoptó una estructura de holding con la creación de Nomura Holdings, Inc. y, en consecuencia, Nomura Securities Co. se convirtió en una subsidiaria de la nueva compañía. En febrero de 2007, compró el corredor estadounidense y proveedor de tecnología comercial Instinet. En octubre de 2008, Nomura adquirió el negocio de Lehman Brothers en la región de Asia Pacífico, incluyendo Japón, Hong Kong y Australia; junto con el negocio de banca de inversión y acciones de Lehman Brothers en Europa y Oriente Medio y contrató a un buen número de personas del negocio de renta fija de Lehman. Según Financial Times, la adquisición convirtió a Nomura en el mayor banco de inversión del mundo con activos por valor de  ¥ 20,300bn (£ 138bn). Según Bloomberg, a raíz de la crisis financiera, Nomura no tomó ningún dinero de rescate del gobierno. En 2010, Nomura adquirió una participación en el Banco de Irlanda según datos disponibles públicamente.
Con la intención de dar un nuevo impulso a la compañía, en 2009 se trasladó la sede mundial de la banca de inversión Nomura a Londres. El 27 de julio de 2009, la Reserva Federal de Estados Unidos designó a Nomura como distribuidor principal para las operaciones de mercado abierto del sistema estadounidense y las subastas de valores del Tesoro de los Estados Unidos.
 En diciembre de 2009, con la compra de Tricorn Partners se amplió aún más el negocio de banca de inversión. Nomura opera a través de 18 intercambios a nivel mundial y posee varios concesionarios principales. Nomura ha sido número uno en la Bolsa de Valores de Londres desde el verano de 2007. A fines de mayo de 2017, Nomura Securities pagó bonos del gobierno venezolano por un valor de $ 100 millones, pagando $ 30 millones por la deuda con un gran descuento. En 2017, Nomura eligió a Frankfurt, la capital económica alemana, para sede mundial tras el Brexit.

## Operaciones
Nomura gestiona una gama de servicios a través de los mercados de capital que incluyen operaciones de renta variable y renta fija, corretaje, suscripción, oferta secundaria y colocación de valores. La rama de banca de inversión proporciona financiación corporativa y apalancada. Anteriormente, la mayoría de sus ganancias procedían del mercado de banca minorista de Japón, pero con el tiempo ha ampliado sus líneas hacia la banca de inversión internacional.
Nomura divide sus operaciones en tres áreas regionales, América, Asia-Pacífico y Europa, Medio Oriente y África (EMEA). Además, cuenta con oficinas adicionales en Toronto y Bermudas. La empresa emplea a 1.300 personas en los Estados Unidos. Hay 32 oficinas en la región de Asia Pacífico cuya sede se encuentra en Hong Kong. En la región del EMEA emplea a 4.500 personas en 18 países. En diciembre de 2009, Reuters informó que Nomura había recaudado $ 7.000 millones de fondos adicionales mediante la emisión de acciones adicionales.
Las cuatro líneas de negocios de Nomura (mercados globales, banca de inversión, banca comercial y gestión de activos) se coordinan globalmente, pero cada entidad operativa está incorporada y regulada por separado e informa a la administración local, así como a los líderes de negocios con sede en Tokio.